# Opory drogowe
Opory drogowe – suma oporu toczenia, które są zależne od rodzaju ogumienia i nawierzchni drogi siły wynikającej z pokonywania wzniesienia drogi, które związane są z podłużnym profilem drogi.
{\displaystyle F_{d}=F_{t}+F_{w}=f\cdot G\cdot \cos \alpha +G\cdot \sin \alpha \approx (f\cdot \cos \alpha +w)G=\psi \cdot G,}
gdzie:
{\displaystyle F_{d}} – siła oporów drogowych [N],
{\displaystyle F_{t}} – siła oporów toczenia [N],
{\displaystyle F_{w}} – siła oporów wzniesienia [N],
{\displaystyle G=m\cdot g} – ciężar pojazdu [N],
{\displaystyle f} – współczynnik oporu toczenia (wielkość niemianowana),
{\displaystyle \alpha } – kąt wzniesienia,
{\displaystyle \psi } – łączny współczynnik oporów drogi (wielkość niemianowana).